# Делчо Делчев
Делчо Желязков Делчев е участник в комунистическото съпротивително движение по време на Втората световна война, партизанин. Български офицер, генерал-майор. Дългогодишен командир на Втора трудова област на Строителни войски. Носител на почетното звание „Заслужил строител“ (1976), „Заслужил деятел на Българския Червен кръст“ (1979), „заслужил деятел на физкултурата“ (1974).

## Биография
Делчо Делчев е роден на 17 март 1920 г. или 7 септември в с. Ябълково, Хасковско. Като ученик е активен член на РМС (1938). През 1941 г. завършва Хасковската смесена гимназия.
Участник в комунистическото съпротивително движение по време на Втората световна война. Член на БРП (к) от 1942 г. Партизанин от Партизански отряд „Асен Златаров“.
След 9 септември 1944 г. служи в Българската армия. Помощник-командир на Втори танков полк в гр. Пловдив (1945 – 1946). През 1946 г. преминава на служба в Строителни войски. Между 1974 и 1977 г. е командир на втора мотострелкова дивизия в Стара Загора. Командир на Втора трудова област (18-а общостроителна дивизия), със седалище гр. Стара Загора (1948 – 1980). Под командването на генерал-майор Делчев са изградени важни инфраструктурни обекти в Южна България: АТЗ–Стара Загора, Миньорската въжена линия в гр. Мадан, Енергийния комплекс „Марица-Изток“, моста на Подбалканската ж. п. линия при гр. Клисура, паметника на Бузлуджа и др.
Генерал-майор Делчев е известен със страстта му към футбола и шахмата. Името му се свързва с историята ПФК Берое и шахмата в гр. Стара Загора. Привържениците на ПФК Берое го считат за човека с най-голям принос в историята на клуба.
Генерал-майор Делчев е почетен гражданин на гр. Стара Загора, гр. Тополовград, гр. Хасково, гр. Грудово, с. Турия, и с. Паничерево.
Умира на 30 май 2007 г. в гр. София. Погребан с военни почести и общоградско поклонение на хиляди граждани в Стара Загора на 4 юни 2007 г. В негова памет е възстановена чешмата на Строителни войски в местността „Дъбрава“ на историческия парк Аязмото край Стара Загора.